# 愛のアランフェス
『愛のアランフェス』（あいのアランフェス）は、槇村さとるによる日本の漫画。『別冊マーガレット』（集英社）に1978年1月号から6月号、1979年1月号から7月号、さらに1980年1月号から9月号まで、三度に分けて連載された。単行本は全7巻（集英社マーガレットコミックス）・全3巻（集英社ガールズコミックス）・全5巻（集英社クイーンズコミックスプレミアムシリーズ）。文庫版は全4巻（集英社文庫）。
森山亜季実と黒川貢がフィギュアスケートのペア選手として完成するまでを描いたスポーツドラマでありつつ、2人の愛の軌跡を追った恋愛ドラマ。フィギュアスケートやダンス等の身体表現芸術をテーマに複数の連載作品を描いてきた作者の初期の代表作として、「70年代少女漫画」を特集した2021年の双葉社MOOK本にて紹介されている。

## あらすじ
日本フィギュア界で往年の名選手だった父の指導を幼い頃から受けた森山亜季実は、全くの無名ながらエキシビションの国際大会に飛び入りし、世界トップクラスの演技で一躍天才少女として注目を浴びる。男子シングル選手の黒川貢は2年前のケガが原因でリンクから遠ざかっていたが、偶然目の当たりにした亜季実の演技に強い衝撃を受け、親友の筒美一や貝谷真紀子らの激励の中、復帰を決める。
近い将来のメダリスト候補と目し、スケート協会が全面的に庇護する亜季実を、母の死やそれに続くスランプ、ライバル選手らの嫉妬が襲うが、筒美や貝谷、黒川の支えで乗り越え、初めての全国大会でも2位になる。
黒川が滑ったアランフェス協奏曲の演技に父の面影を感じ、知らず知らずのうちに黒川にも惹かれていた亜季実は、同じ思いを抱く黒川からのペア結成の申し出を受け入れ、ペア転向を決意した。しかし難しいペア競技の中で、精神的に不安定な亜季実が過度に依存してくるようになったのを悩んだ黒川は、ペアコーチの嵯峨島操がソビエトに戻ったのを機に、単身ロンドンへ留学する。
互いへの愛を悟った亜季実と黒川が、再び手を取り合える日は来るのだろうか。

## 登場人物

### スケート選手
森山 亜季実（もりやま あきみ）
主人公。釧路出身。日本フィギュア界の名選手だった優一のひとり娘。高校2年生→大学生。市ヶ谷シルバー・リンク・クラブ所属。
日ソ対抗フィギュアスケートエキジビション大会において、辻みゆきの代わりに強行出場し、チゴイネル・ワイゼンをバックに滑る。男子でも数人、女子では成功したことのない3回転ジャンプを飛んで全国デビューする。東日本フリー大会優勝、ロータリーカップシングル2位、クーデンホーフ大会シングル優勝。貢のスケートに惹かれ彼とペアを組む。しかし、貢へ過度に依存するようになり、迫力や輝きを失ってしまう。しかし、貢の留学後、スケートに対する鷺夫の姿勢を知ることで甘えを悟る。その後、しばらくはペアを念頭におきつつもソロの選手として活動し、日本で初めての国際大会である、国際フィギュア・ジャパン・カップ（沢田の死後、「国際フィギュア沢田カップ」と名称変更）で、貢とのペアを再開する。
黒川 貢（くろかわ みつぐ）
市ヶ谷シルバー・リンク・クラブ所属。大学生。全日本選手権優勝。ソロスケーターとしてはアランフェス協奏曲が得意である。10回に1回程度の成功率だが、4回転ジャンプができる。亜季実とペアを組むこととなったが、亜季実に好意を持ち、それが原因でスケートにおいて必要以上に優しくしてしまう。そのことが亜季実のスケーターとしての伸びを抑制することに気がつき、また、亜季実から好きと告白されたことをきっかけに単身で留学する。アランフェスのタホ河のほとりで亜季実と再会し、改めてペアの活動を開始する。
筒美 一（つつみ はじめ）
市ヶ谷シルバー・リンク・クラブ所属。ヨーロッパフリー大会優勝、世界選手権大会男子シングル2位、沢田カップアイスダンス3位。日本人とフランス人のハーフで、父の死後、母は再婚してパリ在住。異父妹のマリがいる。
真紀子に想いを寄せると同時にペア競技のパートナーとして幾度か申し入れをしていたが、真紀子の貢への想いから断られ続けていた。
その後貢に振られた真紀子と結婚し、プロ転向を考えていたが、沢田会長の説得で貝谷とアイスダンスのカップルとして活動することとなった。
貝谷 真紀子（かいや まきこ）
愛称は「姫」。市ヶ谷シルバー・リンク・クラブ所属。大学生。米国への留学経験あり。ヨーロッパフリー大会2位、世界選手権大会女子シングル5位。以前から貢に秘かな想いを寄せていたが、貢が亜季実と相思相愛なのを悟り、貢への想いを断ち切って筒美からのプロポーズを受け入れる。
柘植 倫子（つげ のりこ）
名古屋アイスパレス・クラブ所属。高校1年。2年前のジュニア選手権優勝。世界ジュニア3位。
一樹 久美子（かずき くみこ）
スイスフリー大会ペアスケーティング5位。諸口とは小学生の時からペアを組んでおり、日本のペアのトップクラス。世界選手権大会ペア7位。
諸口 順（もろぐち じゅん）
久美子のパートナー。
イリーナ・ステパニア、ミハイル・エフィモフ
ソビエトの秘密兵器と言われるペア。13歳と18歳。世界選手権大会でデビューし、2位。
柴 鷺夫（しば ときお）
貢の一つ年下で貢・筒美とともに三羽ガラスと呼ばれていた。米国に5年間留学しており、著名なスターバックコーチの指導を受ける。筋膜性腰痛症の持病があり、左足も故障している。それをカバーするために左右どちらの足でもふみきってジャンプができる。
小野 留美子（おの るみこ）
釧路出身。優一のコーチを受け、16歳で上京し、シルバー・リンク・クラブに入会する。

### スケート関係者
森山 優一（もりやま ゆういち）
亜季実の父。15歳で世界デビューし、カナダスケートコンクール日本人初の入賞。日本選手権5年連続優勝。冬季五輪ガルミッシュ4位入賞。世界で成功させた人のいなかった時代にトリプルを成功させたフィルムがある。絶頂期の昭和35年スケートを引退。全日本選手権前の合宿や沢田カップの前の合宿など、何回か亜季実らのコーチを行うが、普段は市営釧路リンクで子どもたちにスケートを教えている模様である。沢田の死後、スケート協会会長代行を務める。
森山 百合子（もりやま ゆりこ）
亜季実の母。華族の家柄に生まれ育ち、父親はソビエト日本大使。優一がソビエト留学中に知り合う。亜季実がバッジテストの4級を取得した日（12月30日）に逝去。
沢田 源三郎（さわだ げんざぶろう）
スケート協会会長、優一が起こした事故のせいで、選手生命を断たれる。百合子への想いが断ち切れず、独身のままである。国際フィギュア・ジャパン・カップの準備中、心不全で逝去。
宇都宮（うつのみや）
シルバー・リンク・クラブでの亜季実のコーチ。
嵯峨島 操（さがしま みさお）
ペアスケートの先駆者。無理なトレーニングで配偶者でもありペアの相手の幸子を亡くしたことで選手生活を断念し、ソビエトでコーチ修行を行う。亜季実が貢とペアを組んだ直後からのコーチ。アランフェス協奏曲をBGMとした高度なペアスケートプログラムを2人に渡してソビエトに戻る。

### その他
黒川 隆（くろかわ たかし）
都立一津山高校（亜季実が転校した学校）のクラスメート。体操部部長。貢の弟。
七尾 弥生（ななお やよい）
貢の2歳年下で元彼女。スケート選手であったが、アキレス腱を切って引退。その事故は貢が絡んでおり、貢がしばらく（2年間）スケートから離れた原因であった。別離後は、横浜のおじのところで保母の資格を取る勉強をしている。

## アランフェス協奏曲
本作では、曲は5つのパートに別れている。第一のパートは出会いがテーマで、離れてスタートした2人が出会う。第二パートは恋がテーマで技中心で軽いリフトが入っている。第三パートは突然の別離がテーマで、まったく寄り添わず、距離を置いて滑る。第四パートは再会の予感。第五パートは再会。これらは亜季実と貢の行動を模しており、優一から「二人の愛のアランフェスだ」と言われる。

## 解説
- 第一回目の予告カットを描くまでは作品については未定であったという[7]。3回連載の予定で始まったが、足かけ4年、冬期だけという長期連載になり、結果として作者の初期の代表作になった。読者の存在をしっかり認識して描いた最初の作品だという[8]。

## 書誌情報
- 槇村さとる 『愛のアランフェス』 集英社 〈マーガレットコミックス〉、全7巻
  1. 1979年6月30日初版発行
  2. 1996年7月30日初版発行
  3. 1980年1月30日初版発行
  4. 1980年2月28日初版発行
  5. 1980年9月30日初版発行
  6. 1980年10月30日初版発行
  7. 1980年11月30日初版発行
- 槇村さとる 『愛のアランフェス』 集英社 〈ガールズコミックス〉、全3巻
  1. 1989年9月1日初版発行 ISBN 4-08-855006-4
  2. 1989年11月1日初版発行 ISBN 4-08-855014-5
  3. 1989年12月1日初版発行 ISBN 4-08-855020-X
- 槇村さとる 『愛のアランフェス』 集英社 〈集英社文庫〉、全4巻
  1. 1996年9月23日初版発行 ISBN 4-08-617240-2
  2. 1996年9月23日初版発行 ISBN 4-08-617241-0
  3. 1996年11月20日初版発行 ISBN 4-08-617242-9
  4. 1996年11月20日初版発行 ISBN 4-08-617243-7

## 派生作品
- 槇村さとる『白のファルーカ』集英社 〈マーガレットコミックス〉、全8巻

筒美一・真紀子夫妻が、アイスダンスに打ち込む主人公のコーチとして登場する。